# Zuhair
Zuhayr al-Amiri, Zuhayr o Zuhair fue un rey andalusí de la taifa de Almería, perteneciente a la dinastía de los amiríes, el tercero de sus régulos eslavos.

## Biografía y reinado
Fue sucesor de Jayrán (o Jairán), quien murió en 1028 cediéndole el poder.
Una de las primeras consecuencias del cambio de poder fue la desestabilización de la vecina taifa de Murcia, cuyo control pasó a ser disputado por dos poderosas familias locales, los Banu Jattab, sostenidos por Muyahid y los Banu Tahir, apoyados por Zuhair y por Abd al-Aziz de la taifa de Valencia.
Durante el reinado de Zuhair, el poder de la taifa de Almería se extendió por todo el sureste peninsular, incluyendo Murcia, Jaén y zonas de Granada y Toledo, lo que llevó a enfrentarse a la taifa granadina.
En 1038 Zuhair cayó en combate ante Badis ben Habús, rey de Granada, lo que llevó a la disgregación inmediata de sus posesiones y su repartimiento entre las potencias vecinas.
| Predecesor: Jairán al-Amiri | Rey de la Taifa de Almería 1028-1038 | Sucesor: Abú Bakr al-Ramimi |